# Solivomer arenidens
Solivomer arenidens är en fiskart som beskrevs av Miller, 1947. Solivomer arenidens ingår i släktet Solivomer och familjen Neoscopelidae. IUCN kategoriserar arten globalt som livskraftig. Inga underarter finns listade i Catalogue of Life.